# Nova Viçosa
Nova Viçosa là một đô thị thuộc bang Bahia, Brasil. Đô thị này có diện tích 1326,122 km², dân số năm 2007 là 34501 người, mật độ 26,02 người/km².